# Anthony Turgis
Anthony Turgis (Bourg-la-Reine, Alts del Sena, 16 de maig de 1994) és un ciclista francès professional des del 2015. Actualment corre al Team TotalEnergies.
El mateix any que passa a professionals va guanyar la medalla d'argent al Campionat del món sub-23 en ruta a Richmond, darrera del seu compatriota Kévin Ledanois i del l'italià Simone Consonni.
Els seus germans Jimmy i Tanguy també es dediquen al ciclisme.

## Palmarès
- 2010
  -  Campió de França cadet en ruta
- 2014
  - 1r a la Lieja-Bastogne-Lieja sub-23
  - Vencedor d'una etapa al Tour de Seine-Maritime
- 2015
  - 1r als Boucles de la Mayenne i vencedor d'una etapa.
- 2016
  - 1r a la Clàssica Loira Atlàntic
  - Vencedor d'una etapa a la Volta a Luxemburg
- 2019
  - 1r al Gran Premi La Marseillaise
  - 1r a la París-Chauny
- 2024
  - Vencedor d'una etapa al Tour de França

### Resultats a la Volta a Espanya
- 2017. 117è de la classificació general

### Resultats al Tour de França
- 2018. 116è de la classificació general
- 2019. 131è de la classificació general
- 2020. 108è de la classificació general
- 2021. 73è de la classificació general
- 2022. 129è de la classificació general
- 2023. 94è de la classificació general
- 2024. Vencedor d'una etapa.